# Vertauschtes Leben (1961)
Vertauschtes Leben ist ein deutsches Spielfilmmelodram aus dem Jahre 1961 von Helmut Weiss mit Karin Baal und Rudolf Prack in den Hauptrollen als Tochter und Vater.

## Handlung
Brigitte „Biggi“ Bertram arbeitet für ihren Vater, den bekannten Pianisten Professor Alexander Bertram, als dessen Sekretärin. Vater und Tochter verstehen sich blendend, nur ist Biggi, anders als der Vater, ziemlich unmusikalisch. Als es eines Nachts vor den Toren Münchens zu einem Streit zwischen Brigitte und ihrem Freund Nikolaus „Nicky“ Dahlem kommt, verunglückt die auf einem Moped fahrende Biggi schwer, als sie mit einem Lkw kollidiert. Im Krankenhaus wird eine Notoperation vorbereitet. Ihre Eltern eilen herbei, doch ist weder die Blutgruppe des Vaters noch die der Mutter mit Biggis kompatibel. Es stellt sich heraus, dass ihre Eltern nicht ihre Eltern sein können. Frau Bertram erinnert sich, dass sie 1943, kurz nach der Entbindung, wegen eines Fliegerangriffs auf München mit ihrer damaligen Krankenhaus-Zimmergenossin Frau Lindner in den Luftschutzkeller geeilt war, ihre beiden Kinder mitnehmend. In dieser Hektik muss es zu einem Tausch gekommen sein.
Maria Bertram will unbedingt ihre leibliche Tochter kennen lernen. Sie erhält im damaligen Krankenhaus die alte Adresse von Frau Lindner, die heute noch stimmt, und fährt nach München. In jener Adresse befindet sich ein Strickmodengeschäft, und als junge Verkäuferin arbeitet dort Katharina Lindner, Maria Bertrams leibliche Tochter. Entzückt beobachtet Maria die junge Frau, als sie ihr ein Oberteil für Brigitte abkauft, nennt Katharina aber nicht den wahren Grund ihres Erscheinens. Wieder daheim berichtet Maria ihrem Mann vom Besuch bei seiner leiblichen Tochter und dass diese ihm sehr ähnlich sehe. Die dazukommende Brigitte, die sich wegen eines vermuteten Streits ihrer Eltern recht beunruhigt zeigte, ist nun froh, dass diese sich offensichtlich wieder versöhnt haben. Bald hält es auch Prof. Bertram nicht mehr aus, und er besucht seine leibliche Tochter im Strickmodengeschäft. Er spricht kurz mit ihr und erfährt von ihr, dass sie Geigenunterricht am Konservatorium erhält. Katharina hat also seine Musikalität geerbt. Die ganze Angelegenheit kommt ins Rollen, als sowohl Bertram als auch Frau Lindner einen Brief vom Amtsgericht erhalten, da der Arzt bei Biggis Unfall pflichtgemäß die Behörden informiert hatte, dass die Eltern Brigitte Bertrams nicht ihre leiblichen Eltern sind. 
Bertram geht zu Frau Lindner, und beide besprechen, wie man fortan verfahren sollte. Frau Lindner ist verzweifelt, da sie befürchtet, dass die Behörden ihr ihre innig geliebte Tochter fortnehmen wollen. Als dann auch noch Katharina, die über ihre Mutter vom Schreiben des Amtsgerichts erfahren hat, die völlig ahnungslose Brigitte besucht und ihr von dem Babytausch damals im Jahr 1943 erzählt, ist diese komplett überrumpelt und steht regelrecht unter Schock. Brigitte will nun ihr Elternhaus verlassen. Der Grund: insgeheim hat sie schon immer mehr für ihren Vater empfunden, als die Gefühle einer Tochter zu ihrem Erzeuger zulassen sollten. Jetzt, wo ihr keine Blutsbande mehr im Wege stünden, sieht sie eine große Gefahr für den Frieden im Elternhaus und den Bestand der Ehe ihrer Eltern. Bei ihrer Flucht von daheim treffen sich die beiden Töchter in einem Zug, wobei sich herausstellt, dass Katharina weit weniger Probleme mit dieser Situation hat als Biggi. Brigitte und ihre leibliche Mutter lernen sich endlich kennen, doch als Brigitte erfährt, dass zu diesem Treffen auch gleich ihre Eltern hinzustoßen werden, nimmt sie sofort Reißaus und taucht ab. Über seinen Kumpel Otto erfährt Nicky jedoch, dass sie sich in Bremen aufhält.
Biggi und Nicky haben sich zwei Monate lang nicht mehr gesehen. Katharina, die nunmehr per Gerichtsbeschluss den Namen „Brigitte Bertram“ trägt, heiratet in Anwesenheit ihrer sozialen Mutter und beider leiblichen Elternteile in einer oberbayerischen Dorfkirche ihren Freund Paul. Die alte Brigitte, die nunmehr aufgrund ihrer neuen Papiere „Katharina Lindner“ heißt, will von Bremen aus mit dem Schiff in die USA auswandern. Deshalb hat sie als Sekretärin eine Stellung an Bord angenommen. Prof. Bertram, der durch Nicky davon auf der Hochzeitsfeier der neuen „Brigitte“ erfährt, eilt mit Nicky nach Bremen und kann sie im letzten Moment an Bord besuchen, worüber sich Brigitte alias Katharina sehr freut. Man verabschiedet sich, und Brigitte sagt ihrem Vater, dass sie wohl nicht mehr zurückkehren werde. Es kommt auch zu einem kurzen Abschied von Nicky, der sie bittet, zu bleiben. Als sie sagt, sie könne das nicht, unterstellt er ihr, nicht ganz zu Unrecht, dass sie wohl einen anderen Mann liebe. Dann legt das Schiff unter den Klängen „Muss i denn, muss i denn zum Städtele hinaus“ ab, und die beiden Männer bleiben allein am Kai zurück. In der Schlussszene sieht man Brigitte mit einer Träne im Auge an der Reling zurückwinken und das Schiff auf das offene Meer hinausfahren.

## Produktionsnotizen
Der Film wurde von der Produktionsfirma KG DIVINA-FILM GmbH & Co. hergestellt. Die Firma gehörte Ilse Kubaschewski, die zugleich Inhaberin des Erstverleihs Gloria-Film GmbH & Co. Filmverleih KG war. 
Vertauschtes Leben entstand im Frühjahr 1961 unter dem Arbeitstitel Das Tagebuch der Brigitte B. in München, bayerisches Umland und an der damals neu gebauten Columbuskaje in Bremerhaven (Schlussszene). 
Die Bauten stammen aus den Händen von Rolf Zehetbauer und Werner Achmann, die Produktionsleitung hatte Eberhard Meichsner.
Der Film wurde am 19. Mai 1961 uraufgeführt.

## Kritiken
„Rudolf Prack, Carola Höhn und Barbara Frey bemühen sich, dieser wirklichkeitsfernen Darstellung ein wenig Leben einzuhauchen, was aber schließlich nur Karin Baal vorbehalten bleibt. Das profilierte Kellerkind, die herrlich halbgare Pferdeschwanz-Göre ist sie freilich nicht mehr. Glatt, schön und gut frisiert, ist sie der übliche Einheits-Typ der Flimmerwelt geworden.“

Im Lexikon des Internationalen Films heißt es: „Ein Film mit den Charakteren deutscher Frauenromane von vorgestern, der alle tieferreichenden Probleme umschifft.“